# تپه مزارستان تنوردر
تپه مزارستان تنوردر مربوط به عصر مفرغ - عصر آهن دو I است و در شهرستان دورود، بخش مرکزی، دهستان ژان، ۱/۵ کیلومتری شمال روستای تنودر واقع شده و این اثر در تاریخ ۶ اسفند ۱۳۸۵ با شمارهٔ ثبت ۱۷۶۱۰ به‌عنوان یکی از آثار ملی ایران به ثبت رسیده است.